# Castoro Sei
Die Castoro Sei ist ein Arbeitsschiff des größten italienischen Offshore-Dienstleisters Saipem, einem ehemaligen Tochterunternehmen des Energiekonzerns Eni. Das Schiff, das in den Jahren 1975 bis 1978 von der italienischen Werft Italcanteri in Triest gebaut wurde, fährt unter der Flagge der Bahamas und wird als seegehendes Pipelinelegeschiff eingesetzt.

## Aufbau und Technik

### Rumpf und Antrieb
Wie viele große Arbeitsschiffe in der Offshore-Industrie ist die Castoro Sei als Halbtaucherschiff konzipiert, das heißt, sie ist in der Lage, den Tiefgang durch kontrolliertes Fluten von Ballasttanks zu variieren. Der Tiefgang, der bei der Überführung rund 9,5 m beträgt, wird zum Arbeitseinsatz auf bis zu 15,5 m erhöht, wodurch die Stabilität erhöht wird. Das Arbeitsdeck befindet sich dabei rund 30 m über der Unterkante der beiden Schwimmkörper mit denen es über zehn Säulen verbunden ist.
Zur Fortbewegung und Positionierung nutzt die Castoro Sei einen dieselelektrischen Antrieb. Das Schiff wird von vier schwenkbaren Propellergondeln (Voith Radial-Propeller) mit einer Gesamtleistung 8240 Kilowatt (kW) angetrieben, die ihre elektrische Energie von acht Generatoren mit je 4500 Kilovoltampere (kVA) beziehen. Die Generatoren werden von acht Dieselmotoren mit einer Gesamtleistung von 23.600 kW angetrieben.
Zur Verankerung werden zwölf 25-t-Anker eingesetzt, die an 3000 m langen Stahlseilen mit einem Durchmesser von 76 mm befestigt sind. Die Ankerwinden erreichen dabei eine Zugkraft von 124 t.

### Pipelinelege- und sonstige Ausrüstung
Das Verlegen der Pipelines erfolgt im S-Lay-Verfahren und ist bis zu einem Durchmesser von 1,5 m (60 Zoll) möglich. Die drei Tensioner erreichen dabei eine Zugkraft von jeweils 110 t. Auf den bis zu neun Arbeitsstationen erfolgt das Schweißen, das Prüfen der Schweißnähte mittels zerstörungsfreier Werkstoffprüfung und das Beschichten der Schweißnähte mit Kunststoffen.

### Unterbringung und Hubschrauberdeck
Das Wohnmodul bietet Platz für 330 Personen. Die Unterkunft entspricht den internationalen Sicherheitsstandards und bietet neben den Kabinen Erholungsbereiche, Büros, eine Krankenstation, eine Cafeteria, ein Kino und ein Fitnesscenter. Das Hubschrauberdeck ist für Hubschrauber bis zur Größe der Sikorsky S-61 zugelassen.

## Technische Daten
- Höhe des Arbeitsdecks: 29,8 m
- Gesamttragfähigkeit des Decks: 3.600 t
- Lagerfläche für Pipelines: 1.195 m²
- Sonstige Decksfläche: 1.525 m²